# André Ballieux
André Ballieux, född 2 augusti 1933, är en friidrottare från Belgien. Han deltog vid olympiska sommarspelen 1956.